# Political Film Society Award für Frieden
Der Political Society Award für Frieden ist eine Kategorie der Political Film Society Awards, die von der Political Film Society (PFS) seit 1987 jährlich verliehen wird. Ausgezeichnet werden Filme, die die Unsinnigkeit gewalttätiger Konfliktlösungen oder die Überlegenheit gewaltloser Lösungen aufzeigen.
Ausschließlich etablierte PFS-Mitglieder nominieren Filme für die Preisvergabe; die Anzahl der nominierten Filme schwankt von Jahr zu Jahr.
Außer Fernseh- und Dokumentarproduktionen können alle Filme vorgeschlagen werden, die mindestens eine Woche in einem kommerziellen Kino im Raum Los Angeles laufen oder auf DVD vertrieben werden.

## Sieger und Nominierte
2010
Der Ghostwriter – Roman Polański
Green Zone – Paul Greengrass
2009
Tödliches Kommando – The Hurt Locker – Kathryn Bigelow
Avatar – Aufbruch nach Pandora – James Cameron
50 Dead Men Walking – Der Spitzel – Kari Skogland
Tage des Zorns – Ole Christian Madsen
Inglourious Basterds – Quentin Tarantino
2008
Stop-Loss – Kimberly Peirce
Gran Torino – Clint Eastwood
2007
O Jerusalem – Élie Chouraqui
Black Friday – Anurag Kashyap
Im Tal von Elah – Paul Haggis
Redacted – Brian De Palma
The Situation – Philip Haas
2006
Merry Christmas (Joyeux Noel) – Christian Carion
End of the Spear – Jim Hanon
Letters from Iwo Jima – Clint Eastwood
2005
München – Steven Spielberg
Der Untergang – Oliver Hirschbiegel
Country of My Skull – John Boorman
Jarhead – Willkommen im Dreck – Sam Mendes
Private – Saverio Costanzo
2004
Brotherhood – Wenn Brüder aufeinander schießen müssen (Tae Guk Ki) – Kang Je-gyu
Carandirú – Héctor Babenco
Hotel Ruanda – Terry George
Mathilde – Eine große Liebe – Jean-Pierre Jeunet
2003
Sandstorm – Jag Mundhra
Jenseits aller Grenzen – Martin Campbell
Unterwegs nach Cold Mountain – Anthony Minghella
Der Obrist und die Tänzerin – John Malkovich
X-Men 2 – Bryan Singer
2002
Der stille Amerikaner – Phillip Noyce
Antwone Fisher – Denzel Washington
Das Experiment – Oliver Hirschbiegel
K-19 – Showdown in der Tiefe – Kathryn Bigelow
Der Anschlag – Phil Alden Robinson
Time of Favor – Joseph Cedar
To End All Wars – Die wahre Hölle – David L. Cunningham
2001
Lumumba – Raoul Peck
Atlantis – Das Geheimnis der verlorenen Stadt – Gary Trousdale und Kirk Wise
Wir müssen zusammenhalten – Jan Hřebejk
Reise zur Sonne – Yeşim Ustaoğlu
2000
Thirteen Days – Roger Donaldson
The Cell – Tarsem Singh
Crime and Punishment in Surburbia – Rob Schmidt
It’s the Rage – James D. Stern
Kippur – Amos Gitai
The Terrorist – Santosh Sivan
Frontline – Zwischen den Fronten – Roger Michell
X-Men – Bryan Singer
1999
Three Kings – Es ist schön König zu sein – David O. Russell
Cabaret Balkan – Goran Paskaljević
Earth – Deepa Mehta
Light It Up – Craig Bolotin
One Man’s Hero – Lance Hool
Die Kinder von Beirut – Ziad Doueiri
1998
Savior – Predrag Antonijević
American History X – Tony Kaye
Der Boxer – Jim Sheridan
Hombres armados – Men With Guns – John Sayles
Regeneration – Gillies MacKinnon
Der Soldat James Ryan – Steven Spielberg
Der schmale Grat – Terrence Malick
1997
Sieben Jahre in Tibet – Jean-Jacques Annaud
1996
Michael Collins – Neil Jordan
1995
Rangoon – John Boorman
Murder in the First – Marc Rocco
Das Geheimnis der Braut – Kayo Hatta
Der scharlachrote Buchstabe – Roland Joffé
1994
Das Baumhaus – Jon Avnet
1993
Zwischen Himmel und Hölle – Oliver Stone
Im Namen des Vaters – Jim Sheridan
1992
Grand Canyon – Im Herzen der Stadt – Lawrence Kasdan
Der letzte Mohikaner – Michael Mann
Der letzte Komödiant – Mr. Saturday Night – Billy Crystal
1991
Boyz n the Hood – Jungs im Viertel – John Singleton
JFK – Tatort Dallas – Oliver Stone
1990
Der mit dem Wolf tanzt – Kevin Costner
Dreams Come True – Rick Harp und Tuen Ping Yang
1989
Die Verdammten des Krieges – Brian De Palma
Do the Right Thing – Spike Lee
Die Schattenmacher – Roland Joffé
1988
Good Morning, Vietnam – Barry Levinson
Die Generation von 1969 – Ernest Thompson
1987
Platoon – Oliver Stone
Der steinerne Garten – Francis Ford Coppola